# جورج كالفر
جورج كالفر (بالإنجليزية: George Culver)‏ هو لاعب كرة قاعدة أمريكي، ولد في 8 يوليو 1943 في كاليفورنيا في الولايات المتحدة.

## وصلات خارجية
- جورج كالفر على موقع دوري كرة القاعدة الرئيسي (الإنجليزية)
- جورج كالفر على موقع الدوري الياباني لكرة القاعدة (الإنجليزية)
- جورج كالفر على موقعبيزبول رفرنس.كوم (الدوري الرئيسي) (الإنجليزية)
- جورج كالفر على موقعبيزبول رفرنس.كوم (الدوري الثانوي) (الإنجليزية)
- جورج كالفر على موقع إي إس بي إن.كوم (أم.أل.بي) (الإنجليزية)
- جورج كالفر على موقع مشجعي الرسوم البيانية (الإنجليزية)